# Керкис (гора)
Керкис, также Керкида (Керки, греч. Κέρκης), прежде Керкетефс (др.-греч. Κερκετεύς, лат. Kerketeus) — гора в Греции, на западе острова Самос в Эгейском море, высочайшая точка острова. Высота 1433 м над уровнем моря (по другим данным 1434 м), что делает её второй по высоте горой в восточной части Эгейского моря после горы Фенгари (1600 м) на острове Самотраки.
Современное и древнее название означает «принадлежащая Кирке». Согласно местной легенде некоторое время в пещере горы Керкис жил Пифагор. У входа в пещеру Пифагора находится церковь Богоматери Сарандаскалиотиссы (Παναγία Σαραντασκαλιώτισσα). С вершины Керкиса открывается вид на Эгейское море.
Состоит преимущественно из мраморов и сланцев. Гора довольно лесистая. Леса в основном хвойные умеренного пояса (сосна калабрийская, кипарис вечнозелёный). Вечнозелёные кустарники-склерофиты характерны до высот 250—300 м. Для высот от 250—300 до 600—700 м характерны дуб каменный, ясень манновый и земляничное дерево крупноплодное. На высотах от 600—700 до 900—1000 м характерны различные виды листопадных растений: боярышника, сливы, шиповника, также дуб пушистый, встречается редко сосна чёрная. Леса растут до высот 900—1000 м. Над границей лесов до вершины преобладают колючие кустарники с характерной подушкообразной формой (виды астрагала, Genista salzmannii, Acantholimon ulicinum и другие). В этой зоне обнаружены большинство эндемиков, таких как Odontarrhena samia, Erodium vetteri, Anthemis rosea и Centaurea xylobasis.
Входит в сеть охранных участков «Натура 2000». Это место очень важно для хищных птиц, таких как курганник, и для типичных птиц средиземноморских кустарников, таких как славка Рюппеля и красноклювая овсянка. Кроме того, наличие множества скал облегчает гнездование нескольких видов, в первую очередь белобрюхого стрижа.

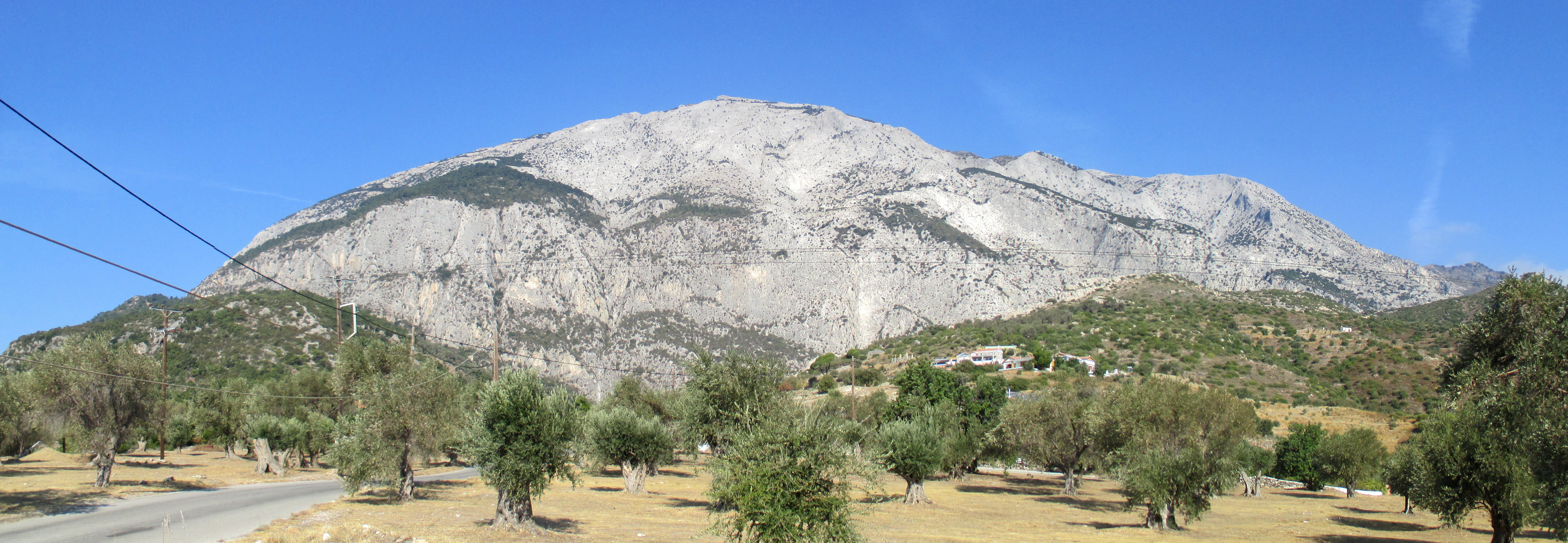
Вид на Керкис с юга
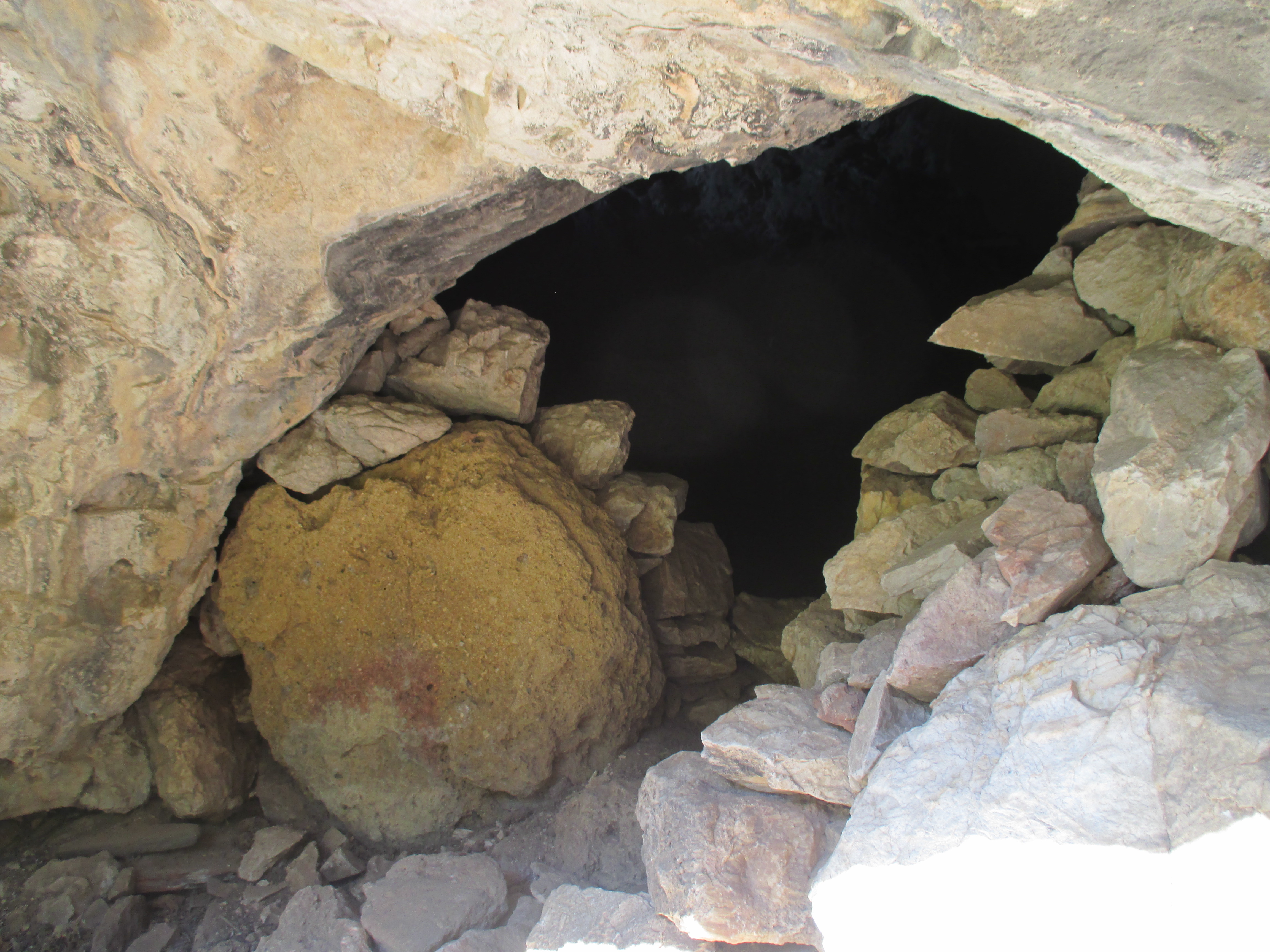
Пещера Пифагора[фин.]
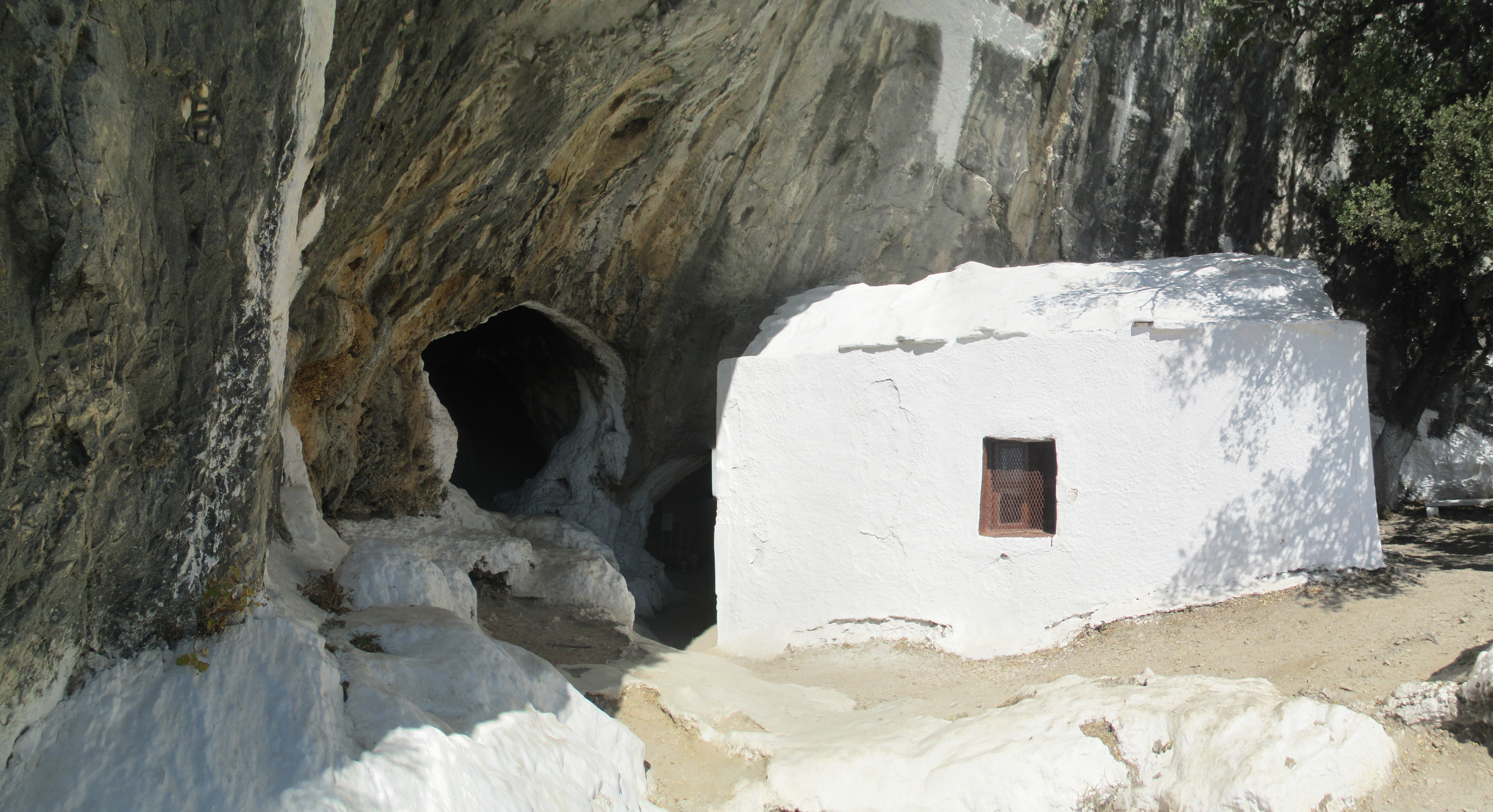
Церковь Богоматери Сарандаскалиотиссы